# Alexandr Thurn-Valsassina
Alexandr Jiří hrabě z Thurn-Valsassiny (německy Alexander Georg Ghislain Graf von Thurn-Valsassina-Como-Vercelli, 3. února 1879 Vídeň – 5. března 1962 Bleiburg) byl rakouský šlechtic, velkostatkář a diplomat. Před první světovou válkou působil ve službách rakousko-uherského ministerstva zahraničí jako diplomat na nižších pozicích v Německu a Vatikánu, po roce 1918 žil v soukromí. Byl spřízněn s českými šlechtickými rody Kinských a Šternberků.

## Životopis

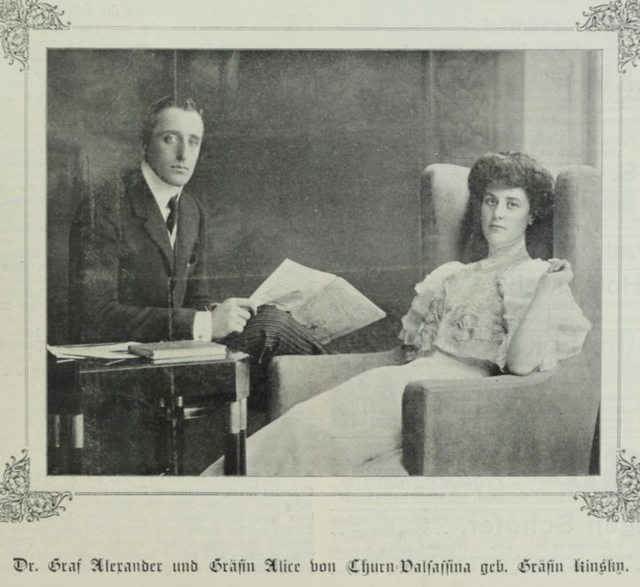
Alexandr Thurn-Valsássina s manželkou Alicí, rozenou Kinskou

Pocházel ze starého šlechtického rodu Thurn-Valsassinů, narodil se jako nejmladší syn hraběte Jiřího Bedřicha z Thurn-Valsassiny (1834–1879) a jeho druhé manželky Eugenie, rozené hraběnky Vrintsové z Falkensteinu (1847–1879). Prakticky ihned po narození zcela osiřel, kdy mu krátce po sobě zemřeli oba rodiče.
Vystudoval práva a absolvoval jednoroční dobrovolnou službu v c. k. armádě, v hodnosti poručíka 14. pluku dragounů byl přeřazen do stavu záloh. Poté působil v diplomatických službách, začínal jako velvyslanecký atašé v Berlíně, kde přispěl k dobrým diplomatickým vztahům díky přátelství s německým korunním princem Vilémem. Později byl s titulem vyslaneckého tajemníka I. třídy přeložen do Vatikánu, kde působil do roku 1915, kdy Itálie vyhlásila válku Rakousku-Uhersku. Do konce války zůstal ve stavu disponibility na ministerstvu zahraničí, v armádě byl povýšen do hodnosti rytmistra v záloze u jezdectva c. k. zeměbrany. Byl také c. k. komořím (1903) a čestným rytířem Maltézského řádu.
Po rozpadu monarchie žil na zámku Bleiburg, který vlastnil spolu se svými sourozenci. V obci Bleiburg získal čestné občanství. 

## Rodina

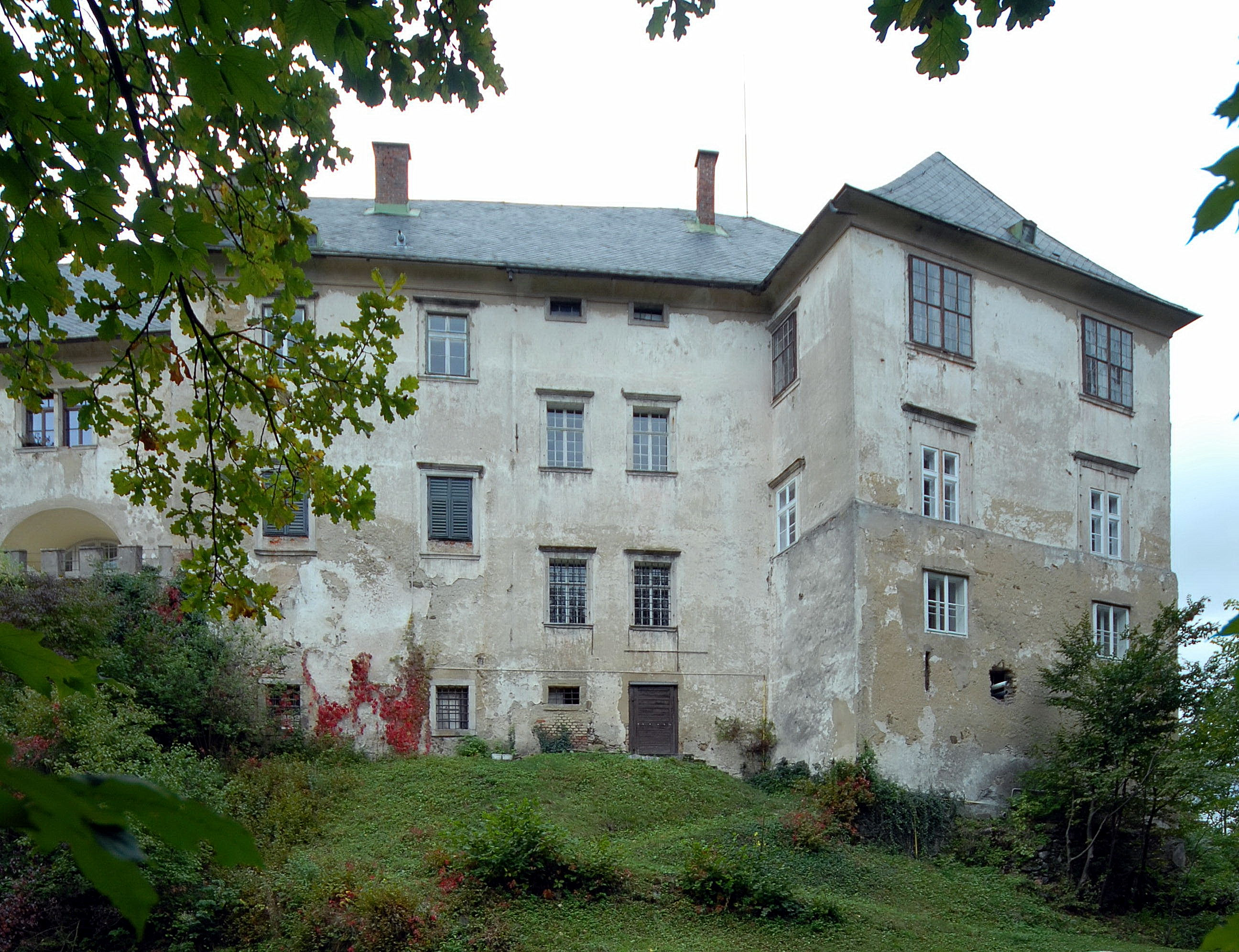
Zámek Bleiburg

V roce 1906 se ve Vídni oženil s hraběnkou Alicí Kinskou (1886–1975), dcerou Zdenka Kinského. Alice byla v roce 1918 jmenována dámou Řádu hvězdového kříže. Z manželství se narodilo pět potomků, z nichž dva zemřeli v dětství. Dcery Sophie a Kristina se provdaly do šlechtických rodin Herbersteinů a Attemsů. Pokračovatelem rodu byl syn Ariprand (1925–1996). Jeho matka Alice, rozená Kinská, dožila na zámku Eisenkappel. 
Alexandrův starší bratr z otcova prvního manželství Vincenc (1866–1928) byl dědicem rodových statků ve Štýrsku a Korutansku, kromě toho koupil zámek Valeč v západních Čechách. Sestra Karolína (1863–1944) byla manželkou hraběte Filipa ze Šternberka (1852–1924), majitele zámku Jemniště. Z otcova druhého manželství byl jeho starším bratrem František (1876–1939), důstojník c. k. armády, poslanec dolnorakouského zemského sněmu a zeť vlivného diplomata Heinricha Lützowa.